# Historioscoop
Een historioscoop is een fictief apparaat om het verleden te zien. Het wordt beschreven door het personage Quinten Quist in het boek De ontdekking van de hemel van Harry Mulisch.
Zoals vanaf de aarde met (radio)telescopen de ruimte in wordt gekeken, om signalen van lichtjaren ver op te vangen, zo zou volgens de redenering van Quinten Quist vanaf een van deze plekken een telescoop, gericht op de aarde, kunnen zien wat zich in het verleden op aarde heeft voorgedaan. Mocht deze waarneming vanaf de aarde gedaan kunnen worden door de weerkaatsing van het zonlicht wat op de aarde scheen – via een ander hemellichaam – terugreflecteren en samengesteld kunnen worden tot een beeld, zou dit een "historioscoop" moeten heten.
De eerste en bekendste vormen van historioscopie zijn de spiegels die tijdens de Apollomissies op de maan zijn achtergelaten. Hoewel deze spiegels gebruikt worden om door middel van fotonen de afstand tussen de maan en de aarde te berekenen, houdt dit tegelijkertijd ook in dat deze spiegels tevens iets prijsgeven van hoe de aarde (enkele seconden) in het verleden was. Ditzelfde fenomeen treedt op tijdens tweewegscommunicatie via satellieten waarbij er duidelijk een vertraging merkbaar is.